# Heiligenhaus Am Kreuzberg

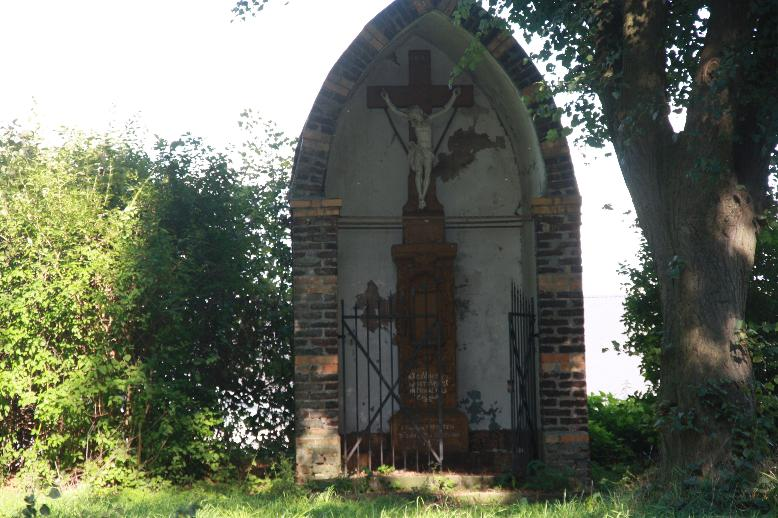
Das Heiligenhaus

Das Heiligenhaus Am Kreuzberg ist ein denkmalgeschütztes Heiligenhaus in Nörvenich, Kreis Düren. Es steht etwa 30 m von der Straße „Am Kreuzberg“ entfernt unter hohen Lindenbäumen. 
Der kapellenartige Bau wurde um 1900 errichtet. Er umschließt ein im Jahre 1685 vom Nörvenicher Pfarrer Conradus Flocken als prachtvolles Renaissance-Kreuz ausgeführtes Bußkreuz, das 1851 restauriert worden war. Das Kreuz war die 2. Station der Sieben Fußfälle in Nörvenich.
In einer Höhe von 5 m ist der gekreuzigte Christus dargestellt. Am Fuß des Kreuzes ist folgende Inschrift zu lesen:
| aXe sVb hoC po                             |
| nas et sVppLeX                             |
| nVMen aDores                               |
| Erneuert durch den frommen Sinn der Pfarre |
| 1851                                       |

Die Übersetzung des lateinischen Chronogramms, das die Jahreszahl 1685 ergibt, lautet: Leg ab (deine Last) unter dieser Achse (dem Kreuz), und demütig bete an die Gottheit.
Auf der Rückseite steht:
| AVTHORE       |
| CONR FLOCKEN  |
| (P)AST ET DEC |
| (IN) NORVE    |
| NICH          |
| A 1685        |

Nachdem Mitte des 19. Jahrhunderts die zuständige Pfarre St. Medardus einen Niedergang erfuhr, ließ der damalige Pfarrer Matthias Tillmann das Kreuz neu errichten und ein Jahr später zur Wiederherstellung der moralischen Ordnung eine Volksmission durch drei Patres durchführen. Er veranlasste die Bevölkerung, im Rahmen einer Buße die Umgebung des Kreuzes so zu gestalten, wie sie heute noch zu sehen ist. Eine Spende der Eheleute Vois um 1900 ermöglichte die Errichtung des heutigen, das Kreuz umfassenden Heiligenhauses. Heute kümmern sich der Nörvenicher Landwirt von Laufenberg und der Heimat- und Geschichtsverein der Gemeinde Nörvenich e. V. um die Unterhaltung des Areals.
Das Kreuz wurde am 20. März 1985 in die Denkmalliste der Gemeinde Nörvenich unter Nr. 50 eingetragen.
Seit den 1970er Jahren verfiel das Heiligenhaus immer mehr. 2003 nahm sich der Heimat- und Geschichtsverein des Denkmals an. Im Jahr 2010 wurde es nach Spenden aus der Bevölkerung, des RWE und anderer Institutionen möglich, eine Fachfirma mit der Sanierung zu beauftragen. Im Januar 2011 wurden die Sanierungsarbeiten für erfolgreich beendet erklärt. Am Palmsonntag 2011 fand nach mehr als 30 Jahren wieder eine Prozession zum Heiligenhaus statt.